# Győző Török
Győző Török (* 22. Mai 1935 in Miskolc; † 11. April 1987 in Budapest) war ein ungarischer Radrennfahrer. Beruflich war er als Angestellter im Öffentlichen Dienst tätig.

## Sportliche Laufbahn
Győző Török begann seine sportliche Laufbahn 1950 bei seinem heimatlichen Verein Miskolci Vasutas Sport Club, anschließend fuhr er zwei Jahre für Honvéd Budapest. 1956 und 1957 gewann er die Ungarn-Rundfahrt, 1958 eine Etappe der Tour d’Egypte (8. Platz in der Gesamtwertung) und 1959 eine Etappe der Slowakei-Rundfahrt. Bis 1967 startete er für Újpest Budapest, nahm an fünf Straßenweltmeisterschaften teil und sieben Friedensfahrten. 17 Mal wurde er ungarischer Meister. 1960 startete er im olympischen Straßenrennen der Olympischen Spiele in Rom, das er aber nicht beenden konnte. 1963 war er Mitglied der Mannschaft, die bei der Straßen-WM Platz acht belegte. Am 11. April 1987 nahm sich Török in Budapest im Alter von 51 Jahren das Leben.

## Erfolge
1955
- Ungarn-Rundfahrt

1956
- Ungarn-Rundfahrt

1958
- eine Etappe Tour d’Egypte

1959
- eine Etappe Slowakei-Rundfahrt